# Erik Isaksen
Arne Erik Isaksen (ur. 11 maja 1974 r.) jest norweskim wrestlerem obecnie występującym w federacjach Norges WrestlingForbund i Total Blast Wrestling. Jest facem.
Isaksen zadebiutował 15 marca 1996 r., jednak nie był wówczas zawodnikiem żadnej federacji. Pierwszy zawodowy kontrakt podpisał dopiero w 2001 r. z Norges WrestlingForbund, której zawodnikiem jest nieprzerwanie do dziś. Swój pierwszy tytuł (NWF Haevyweight Championship) w jej szeregach zdobył 25 grudnia 2003, kiedy pokonał Bjørna Sema. Był jego posiadaczem do 12 grudnia 2004. Pas ten odzyskał po półtora roku, 10 czerwca 2006 po pokonaniu Jona Veivåga, jednak na okres krótszy, niż za poprzednim razem - 26 listopada 2006 Veivåg wziął rewanż i odzyskał tytuł.
W międzyczasie, 14 listopada 2004 pokonał Bernarda Vandamme'a i zdobył Pas Mistrza Wagi Ciężkiej EuroStars (obecnie pas ten jest wypożyczony TBW). Posiadał go do 8 kwietnia 2005, kiedy przegrał z Vandammem. Trzy lata później (12 maja 2007) został pierwszym posiadaczem tytułu wagi ciężkiej federacji World Association of Wrestling. Dwa tygodnie później zdobył również mistrzostwo Finlandii federacji Fight Club Finland. Drugi tytuł posiadał 98 dni, do 1 września 2007, kiedy przegrał z Valentinem, a pierwszy do 12 kwietnia 2009, kiedy to odebrał mu go Zebra Kid. Przez jakiś był Mistrzem Interkontynentalnym IWS.
W grudniu 2009 podpisał kontrakt z Total Blast Wrestling, na jej pierwszej gali pokonał w walce typu "Falls Count Anywhere" Heimo, wziął także udział w Royal Rumble, jednak został wyeliminowany i nie udało mu się uzyskać tytułu pretendenta do wspomnianego już wcześniej pasa Mistrza Europy.

## Tytuły i osiągnięcia
- Norges WrestlingForbund
  - NWF Heavyweight Championship (2)

- EuroStars
  - EuroStars European Heavyweight Championship

- World Association of Wrestling
  - WAW World Heavyweight Championship

- Fight Club Finland
  - FCF Finnish Championship

- Italian Wrestling Superstars
  - IWS Intercontinental Championship